# Roman Bagration
Roman (Rewaz) Iwanowicz Bagration (ros. Роман (Реваз) Иванович Багратион, gruz. რომან (რევაზ) ივანეს ძე ბაგრატიონი) (1778–1834) – książę (kniaź), generał Imperium Rosyjskiego pochodzenia gruzińskiego, brat Piotra Bagrationa, rosyjski dowódca wojskowy okresu wojen napoleońskich.
Urodził się w Kizlarze w Dagestanie. W wieku 13 lat (1791) dołączył do pułku kozackiego jako uriadnik. W 1796 wziął udział w ekspedycji w rejon Persji pod rozkazami Płatona Zubowa i zdobył Derbent.
W 1832 został wysłany do Abchazji, gdzie dostał wysokiej gorączki i zmarł w Tyflisie (1834). Został pochowany w kościele pw. św. Dawida w Tbilisi, w Gruzji.